# كارولين ألونسو
كارولين ألونسو (من مواليد 17 أكتوبر 1980) سياسية إسبانية من حزب بوديموس. انتخبت لعضوية جمعية مدريد في انتخابات 2019 وقادت الحزب هناك منذ عام 2021.

## السيرة الشخصية
ولدت ألونسو في خيخون أستورياس، وتخرج في علم أصول التدريس من جامعة أوفييدو وفي العلوم السياسية من جامعة إقليم الباسك.
في نوفمبر 2016 تم انتخابها لعضوية مجلس المواطنين في بوديموس في مجتمع مدريد كجزء من القطاع الذي يدعم رامون إسبينار ميرينو. خلال التوترات في الحزب بين الزعيم بابلو إغليسياس وأنيغو إيريجون دعمت الأول.
تم وضع ألونسو في المركز السابع على قائمة بوديموس للانتخابات الإقليمية لعام 2019 ، بقيادة إيزابيل سيرا، وتم انتخاب سبعة أعضاء. وحصلت مرة أخرى على المركز السابع في عام 2021، وانتُخب عشرة أعضاء.
بعد انتخابات الجمعية العمومية لعام 2021 في مدريد، تقاعد إيغليسياس من السياسة بعد أن قاد قائمة بوديموس واستقال سيرا. ثم قادت ألونسو الحزب في الهيئة التشريعية.